# Phormictopus platus
Phormictopus platus é uma espécie de aranha pertencente à família Theraphosidae (tarântulas).